# La Nueva Revolución
La Nueva Revolución är en ort i Mexiko.   Den ligger i kommunen San Juan Bautista Tuxtepec och delstaten Oaxaca, i den sydöstra delen av landet, 400 km öster om huvudstaden Mexico City. La Nueva Revolución ligger 58 meter över havet och antalet invånare är 244.
Terrängen runt La Nueva Revolución är huvudsakligen platt. La Nueva Revolución ligger uppe på en höjd. Runt La Nueva Revolución är det ganska tätbefolkat, med 160 invånare per kvadratkilometer. Närmaste större samhälle är Tuxtepec, 3,6 km sydväst om La Nueva Revolución. Omgivningarna runt La Nueva Revolución är en mosaik av jordbruksmark och naturlig växtlighet.